# P–51 Mustang
A P–51 Mustang a North American Aviation által tervezett és gyártott nagy hatótávolságú kísérő-vadászrepülőgép volt, amelyet a második világháborúban fejlesztettek ki és vetettek be a szövetséges légierők. Az amerikai légihadseregek hadrendbe állításával több más, szerényebb képességű típust (P–40, P–39, P–63, P–47) leváltott a vadász-feladatkör betöltéséről, ezeket a típusokat rendre alacsonytámadó szerepkörben alkalmazták. Egyedül a P–38 tudott hasonló teljesítményt produkálni közepes és nagy magasságban. A repülőgép a nevét annak a tulajdonságának köszönheti, hogy felszállás közben nehezen volt irányítható, hajlamos volt az oldalirányú kitörésre.

## Típusok
Több altípusát fejlesztették ki, amelyeket az európai, a mediterrán, a csendes-óceáni és a Kína–Burma–India hadszíntereken is nagy számban vetettek be. A tervezése idején rendkívül modern konstrukció volt félhéj szerkezetű törzzsel, lamináris szárnyprofillal és rengeteg gyermekbetegséggel. Az "A", "B" és "C" változat még a kabintetőig fölhúzott törzsgerinccel épült, az "A" "B" és "C" változatot rácsos merevítésű deckkel (kabintetővel) vagy buborék kabintetővel (Malcolm deck) gyártották. A "P–51A–10NA" változatnál jelent meg a buborék kabintető, de itt még magas törzsgerinccel. A "D" változatnál a törzs hátsó részén a törzsgerinc csak a kabintető aljáig ért föl, a hiányzó laterál felületet a függőleges vezérsík alsó részének előre történő meghosszabbításával pótolták. Erre azért volt szükség mert a korábbi változatokból hátrafelé nagyon rossz volt a kilátás. Az első P-51A változata az Allison V-1710-81 motor alkalmazása miatt nagyon gyenge teljesítményt nyújtott (16 perc alatt emelkedett 7600 m-re, Merlin motorral ehhez már csak 10 perc kellett, a Bf-109 kb.7 perc alatt ért föl erre a magasságra), csak a "B" változattól alkalmazott brit Rolls-Royce Merlin motor tette kiválóvá. Európa felett a legtöbb bombázó-kísérő bevetést teljesítették a velük felszerelt alakulatok, biztosítva ezzel a légifölény mielőbbi kivívását, amit 1944 év végére el is értek. A csendes-óceáni hadszíntéren korlátozottan bár, de részt vettek Japán elleni bevetésekben. Ebben a térségben inkább a haditengerészeti típusok domináltak: F4F Wildcat, F6F Hellcat, F4U Corsair.
A térségben komoly szerepet a koreai háború idején kapott a típus F–51 néven, amikor az Amerikai Légierő típusváltások közepette avatkozott be a konfliktusba. Itt, noha alacsonytámadó feladatkörben vetették be őket, főként a sugárhajtású gépek első generációit képviselő MiG–15-tel kerültek szembe. A velük szembeni esélytelenségük ellenére azonban pilótái néha arattak velük légi győzelmeket. Bevetették a Közel-Keleten is, több későbbi üzemeltető az 1980-as években vonta ki hadrendjéből.
Már 1942-es szolgálatba állásakor is gyors, mozgékony vadászrepülőgépnek számított, melyet a továbbfejlesztések során sem vesztett el. Ezt a P-51B-1-változatától a Spitfire-nél bevált Rolls-Royce Merlin motor biztosította, melyet Packard V–1650 néven az USA-ban gyártottak, ellátva kétfokozatú, kétsebességes mechanikus-feltöltővel is. A megfelelő tűzerőt a "B" és "C" változatnál 2-2, a "D" változattól 3-3 db, a légcsavarkörön kívül a szárnyakba épített 0,5"-os (12,7 mm) M2 Browning nehézgéppuska szolgáltatta összesen 1880 db lőszerrel. A géppuskák a repülőgép előtt kb 300 m-rel hordtak össze (kezdetben kis sorozatban készült 4 × 20 mm-es gépágyúval, sőt az AM106 jelű példányt 40 mm-es fegyverzettel látták el), később alkalmassá tették nem irányított rakéták és siklóbombák vetésére is.
Rádiólokátort hordozó altípusát, az F–82 Twin Mustangot is bevetették Koreában. Ez a változat két géptörzs közé beépített szárnyból és vízszintes vezérsíkból és két külső szárnyrészből állt.
A második világháborút és a koreai háborút követően több példánya polgári tulajdonba került, amiket rendszerint légi versenyeken repülnek még napjainkban is. Háborús érdemeinek legnagyobb elismeréseként fogható fel, hogy John Najjar tervező róla nevezte el a Ford Motor Company azóta tradicionális amerikai típussá váló kupéját, a Ford Mustangot.

## Története
A North American Aviation cég egy 1940-es angol rendelésre kezdett dolgozni és 117 napos rekordidő alatt hozta ki a legendás gép prototípusát. 1944-re kialakult az európai hadszíntéren közismert ezüstszínű, buborék fülketetejű gép teljes kinézete. A Mustang legfontosabb feladata az volt, hogy a 8. Légiflotta kötelékében a mélyen fekvő németországi célpontok fölé kísérje az amerikai B-17-es és B-24-es bombázókat és az út folyamán azokat oltalmazza. Erre a korábban elképzelhetetlen funkcióra a Mustangot különösen nagy harci hatótávolsága, és a német vadászok közül a Bf-109-esét némileg meghaladó motorteljesítménye predesztinálta. A második világháború után a gép 55 országban futott be karriert, kéttörzsű változata (a „Twin Mustang”) a koreai háborúban is harcolt. Az Old Timer repülőbemutatók nagy sztárja ma is Amerika-szerte, sőt 1968 és 1975 között műgyűjtők és más magánszemélyek számára újragyártották.
A háborús időszak össztermelése 15 586 darab volt.

## Szerkezeti kialakítása
A törzs tiszta fém építésű félhéj szerkezet négy hossztartóval. A szárny módosított NACA lamináris profillal, két főtartóval épült. A kormányok fém szerkezetűek, az oldalkormány és a magassági kormány a korai típusoknál vászonborítású, a P-51-20NA és P-51-20NT változattól fémborításúak. Alkalmazott motor 12 hengeres 60 fokos döntésű Packard Merlin V1650 különböző változatai. (Az itt következő adatok a Merlin V1650-7 motorra vonatkoznak). Furat 137 mm, löket 152 mm, kompresszióviszony 6:1. Hűtővíz mennyisége 63 liter, motorolaj 79,5 liter. A motor vagy egy állandó fordulatszámú (önbeálló), négytollú 3,40 m átmérőjű, 204 kg tömegű Hamilton Standard Hydromatic 24D50-65, vagy egy 3,35 m átmérőjű, 199 kg tömegű Aeroproducts Unimatic A-542-AI légcsavart hajtott meg. Az első 24-65, a második 22,5-57,8 fok között volt állítható. A főfutók nyomtávja 3,60 m, kerékátmérő 43 cm, hidraulikus tárcsafékkel felszerelve. A behúzható farokfutó az oldalkormány pedáljaival mindkét irányban 6-6 fokra kitéríthető. Ennél nagyobb kitérést a főfutók oldalankénti külön-külön fékezésével lehetett elérni. A repülőgép 3 beépített öntömítő üzemanyag tartállyal rendelkezett, a bal szárnyba 370 literes, jobb szárnyba 365 literes, a törzsbe pedig 346 literes tartályt építettek be. A szárnyak alá 284 literes vagy 378 literes acéllemez vagy 409 literes préselt papír póttartályt lehetett függeszteni. A 24 voltos elektromos rendszert egy 28 V, 100 A teljesítményű dinamó táplálta. A motor önindítója, a fegyverek működtetése, a hidraulika-szivattyúk elektromos energiával működtek. A rádió-navigációs rendszer 100-150 MHz tartományban működött. A repülőgép-vezetőt 37 mm vastag páncélüveg szélvédő, 8 mm-es hátpáncél, 11 mm-es fejpáncél és 6 mm vastag tűzfal védte.

## Aerodinamika: lamináris szárnyak
A P-51 magas sebességét jelentős részben egy akkoriban elsőként alkalmazott fejlesztés, a lamináris szárnyak biztosították. A lamináris szárnyak lényegében azt jelentették, hogy a szárnyak keresztmetszetét úgy alakították ki, hogy csökkenjen a szárnyak felületén fellépő légörvénylés, vagyis az áramlás lamináris maradjon.
Ez jelentős mértékben csökkentette a légellenállást: a P-51 ugyan azzal a motorral, mint a Supermarine Spitfire nagyjából 40 km/-óval gyorsabb volt, mint a brit repülőgép.